# حدق إفريقي
الحَدَق الأَفْرِيقِيّ (سمّي بذلك لانتشاره خاصة بأفريقيا) نوع نباتات من الفصيلة الباذنجانية.